# LDraw
LDraw er et system af freeware softwareværktøjer til at bygget Legomodeller i #d på en computer. LDdraw-filformatet og det oprindelige program blev skrevet af James Jessiman, selvom filformatet siden er blevet udviklet og udvidet. Hans modelerede mange af de originale dele til biblioteket over elementer, der er under kontinuerlig udvidelse og vedligehold af LDraw-communityet. Efter Jessimans død i 1997, er der blevet skrevet en række programmer, der bruger elementer fra LDraw biblioteket og filformatet. LDraw modeller bliver ofte renderet i POV-Ray eller Blender gratis 3D ray tracere.